# Wilhelm Joseph von Wasielewski

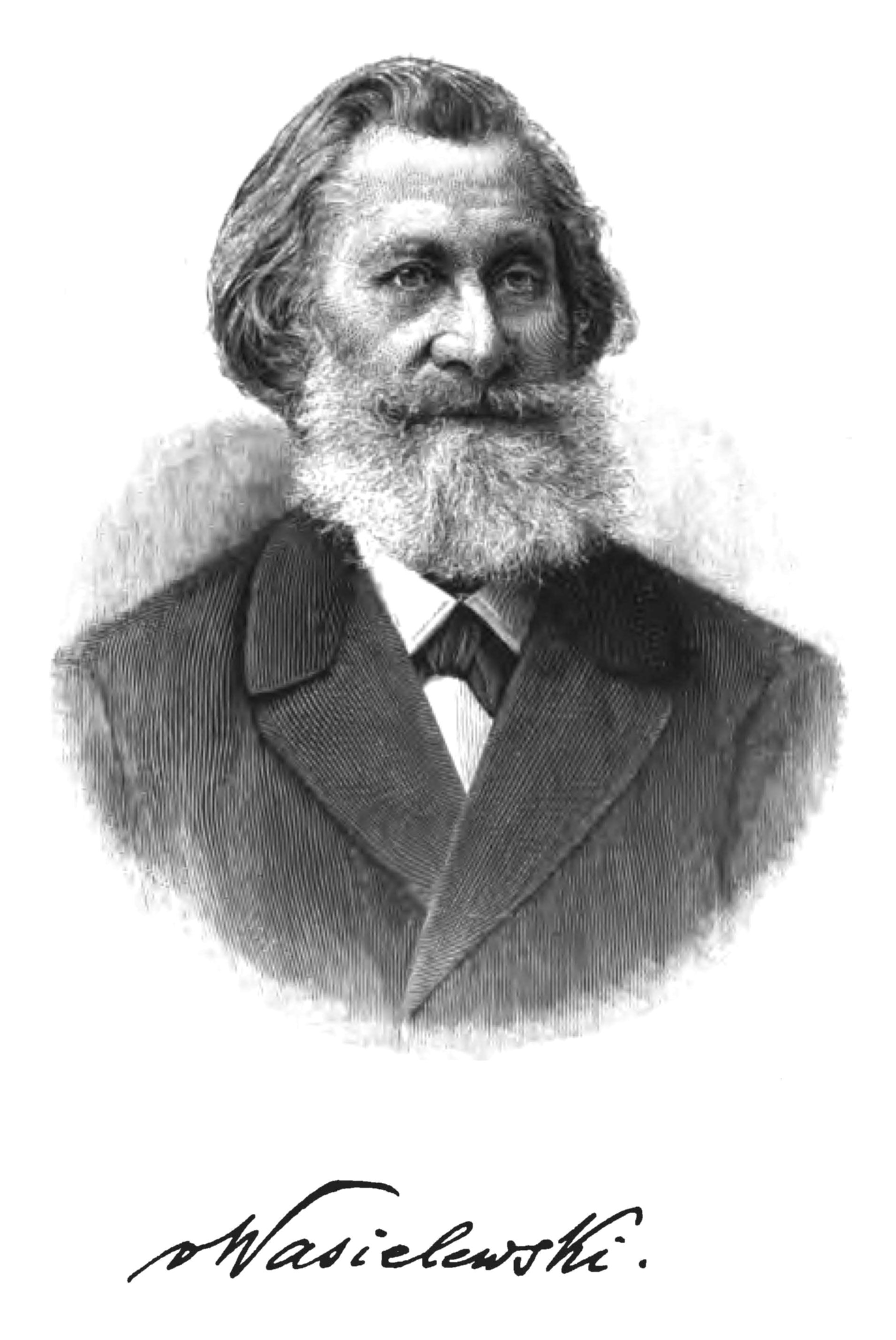
Wilhelm Joseph von Wasielewski, Porträt in dem Buch Aus siebzig Jahren. Lebenserinnerungen

Wilhelm Joseph von Wasielewski (* 17. Juni 1822 in Großleesen bei Danzig; † 13. Dezember 1896 in Sondershausen) war ein deutscher Violinist, Dirigent und Musikwissenschaftler.

## Leben
Wilhelm Joseph von Wasielewski wurde als achtes von elf Kindern des Gutsbesitzers und späteren Rektors der Danziger Klosterschule St. Brigitta, Josef Thaddäus von Wasielewski (1785–1850) und seiner Frau Henriette Christina geb. Piwko (1788–1850) geboren.
Sein Vater erteilte ihm den ersten Unterricht im Spiel der Violine, die bald sein Lieblingsinstrument wurde. Im Alter von zehn Jahren übergab ihn der Vater der höheren Lehranstalt von St. Peter und Paul in Danzig.
Am 2. April 1843 wurde Wasielewski in das neu gegründete Leipziger Konservatorium aufgenommen, das Felix Mendelssohn Bartholdy (1809–1847) leitete. Er lernte hier bei renommierten Lehrern, wie Felix Mendelssohn Bartholdy, Robert Schumann (1810–1856), Moritz Hauptmann (1792–1868) und Ferdinand David (1810–1873).
1846 wurde er Violinist am Leipziger Gewandhausorchester.
Als Student nutzte er die sich ihm bietenden Möglichkeiten mit Erfolg.
Rektor Felix Mendelssohn Bartholdy konnte in einem Brief an den Vater Joseph Thaddäus von Wasielewski am 17. September 1849 bestätigen:
„Ihr Sohn hat sich von Anfang an durch ein musterhaftes Benehmen, durch Fleiß und anhaltenden, unausgesetzten Eifer vor den Zöglingen der Anstalt aufs vorteilhafteste ausgezeichnet. Sein tüchtiges, solides Wesen ist frei von Trockenheit oder affektirtem Zwang, und sein musikalisches Talent und seine wahre Kunstliebe verleitet ihn andrerseits nicht zur Ungebundenheit und Unordnung. Man nimmt bei ihm gleich die sorgsame richtige Erziehung wahr, die Sie ihm haben angedeihen lassen, die aber auch ohne so gute natürliche Anlagen nicht allein ausgereicht haben würde. Von keiner Seite ist jemals die geringste Klage, der geringste Vorwurf über Ihren Sohn laut geworden. Im Gegenteil sind seine Fortschritte, z. B. auf der Violine, so bedeutend, daß der Konzertmeister David mir noch vor kurzem sagte, Ihr Sohn sei schon jetzt ein braver tüchtiger Musiker zu nennen, denn, wenn er sonst gesund bliebe, so könne nichts ihn abhalten, an jedem Ort zu Nutzen der Kunst und zu eigener Ehre zu wirken, zu bestehen, und sich Anerkennung durch seine Leistungen zu verschaffen.“
1850 berief ihn Robert Schumann als Konzertmeister am Städtischen Musikverein Düsseldorf. In dieser Zeit entwickelten sich enge freundschaftliche Beziehungen zu dem Ehepaar Schumann, die ihren Ausdruck in gemeinschaftlichem privatem und öffentlichem Kammermusizieren fanden.
1852 ging Wasielewski als Chordirigent nach Bonn. Darüber hinaus bildete er in jener Zeit zusammen mit Julius Tausch und Christian Reimers ein erfolgreiches Klaviertrio für kammermusikalische Aufführungen. Später wurden ihm auch die Leitungen des Männergesangsvereins Liedertafel Concordia und des Orchesters des Beethoven Vereins angetragen.
Im gleichen Jahr heiratete Wasielewski die Pianistin Alma Beyer, die ebenfalls wie Clara Schumann bei deren Vater Friedrich Wieck ihre Ausbildung genossen hatte.
Auch in den folgenden Jahren bis zum Tode Robert Schumanns im Jahr 1856 bestanden zwischen den beiden Familien freundschaftliche Beziehungen, wovon der intensive Briefwechsel mit Clara und Robert Schumann Zeugnis ablegt.
Schumann widmete Wasielewski seine „Märchenbilder“ op. 113 (Vier Kompositionen für Klavier und Viola) und seiner Frau Alma die „Albumblätter“ op. 124 (20 Klavierstücke).
Da ihm jedoch eine dauerhafte Anstellung in Bonn zunächst versagt blieb, entschloss sich die Familie im Jahr 1855 zu einem Umzug nach Dresden. Sein Nachfolger in Bonn wurde der ebenfalls mit Schumann befreundete Komponist und Dirigent Albert Dietrich.
In Dresden lebten Wasielewski und seine Familie während der folgenden vierzehn Jahre. Wasielewski widmete sich der konzertierenden Mitwirkung in den Orchestern Dresdens und Leipzigs, erteilte Instrumentalunterricht und setzte seine schriftstellerischen Arbeiten fort.
In diese Jahre fallen auch die persönlichen Beziehungen zu dem Klaviervirtuosen Franz Liszt (1811–1886), der Wasielewski auch zu sich auf die Altenburg nach Weimar einlud.
Wasielewski verfasste die erste Schumann-Biographie, die im Jahr 1858 erschien. Sie fand breite Anerkennung und erreichte in der Folge mehrere Auflagen im In- und Ausland.
In Dresden, wo sich in der Königlichen Musikbibliothek eine umfangreiche Sammlung alter Notenmanuskripte und -abschriften befand, entstand bei Wasielewski die Idee zu einer wissenschaftlichen Arbeit über die historische Entwicklung der Violine und des Violinspiels unter Berücksichtigung der verschiedenen Stilrichtungen in den europäischen Ländern. Sein Werk Die Violine und ihre Meister von 1869 stellt eindeutig den Höhepunkt in seinem schriftstellerischen Wirken dar. Dieses Standardwerk erreichte insgesamt neun Auflagen. Hier wie bei einigen anderen Schriften wurden die Auflagen nach seinem Tod von seinem Sohn Waldemar von Wasielewski überarbeitet.
Im Jahr 1869 erhielt Wilhelm Joseph von Wasielewski eine Berufung zum Städtischen Musikdirektor nach Bonn. Dort starb
1871 seine Ehefrau Alma.
1873 wurde von Wasielewski zum Königlichen Musikdirektor ernannt.
Mit den Komponisten Johannes Brahms (1833–1897) und Max Bruch (1838–1920) pflegte Wilhelm Joseph ebenfalls gute Beziehungen, wie auch ihr umfangreicher Briefwechsel belegt.
Im August 1873 war Wasielewski maßgeblich an der Bonner Gedächtnisfeier für Robert Schumann beteiligt, mit der die Mittel für ein würdiges Grabmal an Robert Schumanns Ruhestätte aufgebracht wurden. Die Leitung der Aufführungen, an denen sich auch Clara Schumann beteiligte, übernahmen Wasielewski und der mit ihm eng befreundete Violinvirtuose Joseph Joachim (1831–1907). Die feierliche Einweihung des von Adolf Donndorf (1835–1916) gestalteten Grabdenkmals auf dem Alten Friedhof in Bonn erfolgte am 2. Mai 1880.
Ende 1874 ging Wasielewski mit Hedwig Schück eine zweite Ehe ein. 1878 wurde ihm von der Accademia Filarmonica in Bologna die Ehrenmitgliedschaft verliehen.
Wasielewski beendete seine langjährige Tätigkeit als Königlicher Musikdirektor in Bonn mit 61 Jahren. Er zog sich ins Privatleben zurück und übersiedelte 1885 mit seiner Familie in die thüringische Residenzstadt Sondershausen.
Auch während dieses Lebensabschnittes setzte er seine musikliterarischen Arbeiten fort, insbesondere mit einer Beethoven-Biographie und einer Geschichte des Violoncellos.
Nach der letzten musikhistorischen Arbeit von 1892 wandte Wasielewski sich dem Komponieren zu. Es entstanden zwei patriotische Gesangsstücke („Sedanlied“ und „Kaiserlied“), ein Notturno und einige Geigenstücke („Herbstblume“). Kurz vor seinem Tod vollendete er seine Lebenserinnerungen.

## Familie

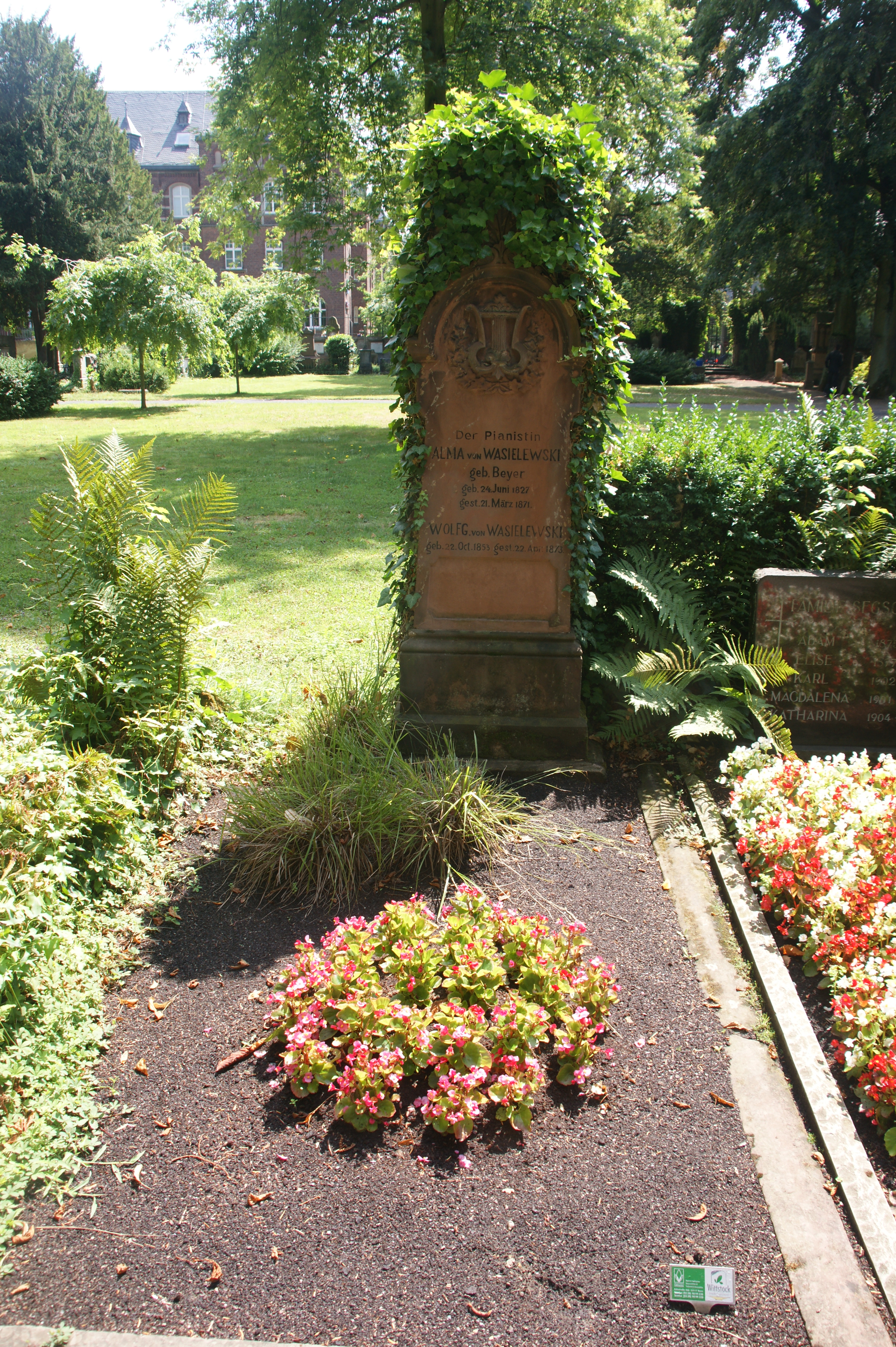
Grabstätte Alma v. Wasielewski auf dem Alten Friedhof Bonn

Wasielewski war in erster Ehe mit der Pianistin Alma geb. Beyer (* 24. Juni 1827 in Freiberg; † 21. März 1871 in Bonn) verheiratet, mit der er zwei Söhne hatte, die beide früh verstarben:
- Wolfgang von Wasielewski (1853–1873),
- Sebastian von Wasielewski (1855–1857).

Sie sind auf dem Alten Friedhof in Bonn beigesetzt.
Im Dezember 1874 schloss Wasielewski eine zweite Ehe mit der norddeutschen Pastorentochter Hedwig Schück (* 27. Januar 1843 in Rawitsch; † 31. Oktober 1920 in Sondershausen). Aus dieser Verbindung gingen drei Söhne hervor:
- Waldemar von Wasielewski (* 10. Dezember 1875 in Bonn; † 28. Februar 1959 in Sondershausen), zunächst Dozent an der Universität Rostock für Botanik, später Schriftsteller mit den Schwerpunkten Musikgeschichte und Okkultismus,
- Wilhelm Traugott von Wasielewski (* 9. Februar 1878 in Bonn; † 16. November 1956 in München), Maler und Bildhauer in Rom und München,
- Felix von Wasielewski (* 10. Juni 1880 in Bonn; † 25. Dezember 1945 in Gotha), Schauspieler, Regisseur und Dramaturg am Theater in Gotha und München.

Wilhelm Joseph von Wasielewski und seine zweite Ehefrau sind in ihrer Familiengrabstätte auf dem Hauptfriedhof Sondershausen beigesetzt. Auch der Sohn Waldemar hat dort zusammen mit seiner Ehefrau Maria geb. von Bloedau und seiner Tochter Eleonora seine Ruhestätte.

## Schriften (Auswahl)
- Robert Schumann. Eine Biographie. Verlagsbuchhandlung Rudolf Kunze, Dresden 1858. (Digitalisat) 3. Aufl. 1880. (4. Aufl. 1906 durch Waldemar von Wasielewski.)
- Die Violine und ihre Meister. Leipzig 1869. (Digitalisat) 3. Aufl. 1893. (4. Aufl. 1904 bis 8. Aufl. 1927 durch Waldemar von Wasielewski.)
- Die Violine im XVII. Jahrhundert und die Anfänge der Instrumentalcomposition. Bonn 1874. (Digitalisat)
- Geschichte der Instrumentalmusik im XVI. Jahrhundert. Berlin 1878. (Digitalisat)
- Musikalische Fürsten vom Mittelalter bis zum Beginne des 19. Jahrhunderts. In: Sammlung Musikalischer Vorträge. Erste Serie. Leipzig 1879, S. 323–346.
- Goethe’s Verhältnis zur Musik. In: Sammlung Musikalischer Vorträge. Neue Reihe. Leipzig 1880, S. 179–200. (Digitalisat)
- Schumanniana. Bonn 1883. (Digitalisat)
- Ludwig van Beethoven. 2 Bände. Berlin 1888. (Digitalisat)
- Das Violoncell und seine Geschichte. Leipzig 1889. (Digitalisat) (2. Aufl. 1911 und 3. Aufl. 1925 durch Waldemar von Wasielewski.)
- Carl Reinecke. Sein Leben, Wirken und Schaffen. Ein Künstlerbild. Leipzig [1892]. (Digitalisat)
- Aus siebzig Jahren. Lebenserinnerungen. Leipzig 1897. (Digitalisat)
- Fünf Beiträge in: Allgemeine Deutsche Biographie 1890–1896.